# Calvo-Doktrin
Die Calvo-Doktrin ist ein vom argentinischen Publizisten Carlos Calvo aufgestellter Rechtsgrundsatz, der insbesondere in lateinamerikanischen Ländern die Rechtsstellung von Ausländern regelte. Er besagt, dass bei privatrechtlichen Streitfragen von ausländischen Staatsangehörigen beziehungsweise Unternehmen die Rechtsprechung des Gastlandes vor Ort zuständig ist und somit eine diplomatische Intervention seines Heimstaates, insbesondere in Ausübung des diplomatischen Schutzrechts, zur Durchsetzung rechtlicher Ansprüche zu unterbleiben hat.

## Inhalt und Hintergrund
Der von Carlos Calvo in seinem 1868 veröffentlichten Werk „Derecho internacional teórico y práctico de Europa y América“ formulierte Grundsatz fand in lateinamerikanischer Staaten als sogenannte Calvo-Klausel Eingang in eine Reihe von Verfassungen und Verträgen, vor allem in Konzessions- und Investitionsverträge mit ausländischen Unternehmen. Hintergrund der Calvo-Doktrin war, dass die lateinamerikanischen Staaten den seit dem 19. Jahrhundert insbesondere von den westeuropäischen Ländern praktizierten und durch Fallrecht etablierten International Minimum Standard ablehnten, nach dem zur Behandlung von Ausländern in einem Land ein Minimalstandard gelte, der unabhängig von der Rechtsstellung der Staatsbürger dieses Landes sei. Sie empfanden dieses Prinzip als Mittel zur Einmischung anderer Staaten in ihre inneren Angelegenheiten und entschieden sich daher für die der Calvo-Doktrin zugrundeliegenden Prämisse des National Treatment Standard, nach der Ausländer grundsätzlich der Rechtsprechung ihres Gastlandes unterstehen.
Die Calvo-Doktrin konnte sich als allgemeines Prinzip nicht durchsetzen, da sie de facto einen Verzicht auf das diplomatische Schutzrecht darstellt. Nach den Regeln des Völkerrechts ist ein derartiger Verzicht durch den betroffenen Staatsangehörigen jedoch nicht möglich, da es sich um ein Recht des Heimatstaates handelt und somit nur dieser nach dem Grundsatz nemo plus iuris transferre potest quam ipse habet (Niemand kann mehr Rechte übertragen, als er selbst hat) auf seine Ausübung wirksam verzichten kann. Nach dem Zweiten Weltkrieg wurde versucht, die Praxis des International Minimum Standard und des National Treatment Standard auf der Basis internationaler Menschenrechtsabkommen zu harmonisieren. Diesen Bestrebungen zufolge gilt im Grundsatz, dass Ausländer in ihrer juristischen Behandlung inländischen Staatsbürgern gleichgestellt seien, allerdings dürften die sich daraus ergebenden Rechte nicht die international akzeptierten Menschenrechte missachten. Die Vereinten Nationen widmeten sich diesem Thema 1985 mit der „Erklärung über die Menschenrechte von Personen, die nicht Staatsangehörige des Landes sind, in dem sie leben“.